# Vomitoire

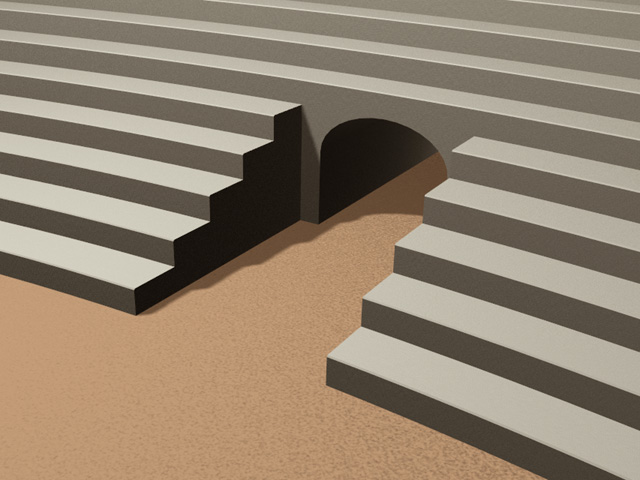
Représentation d'un vomitoire.

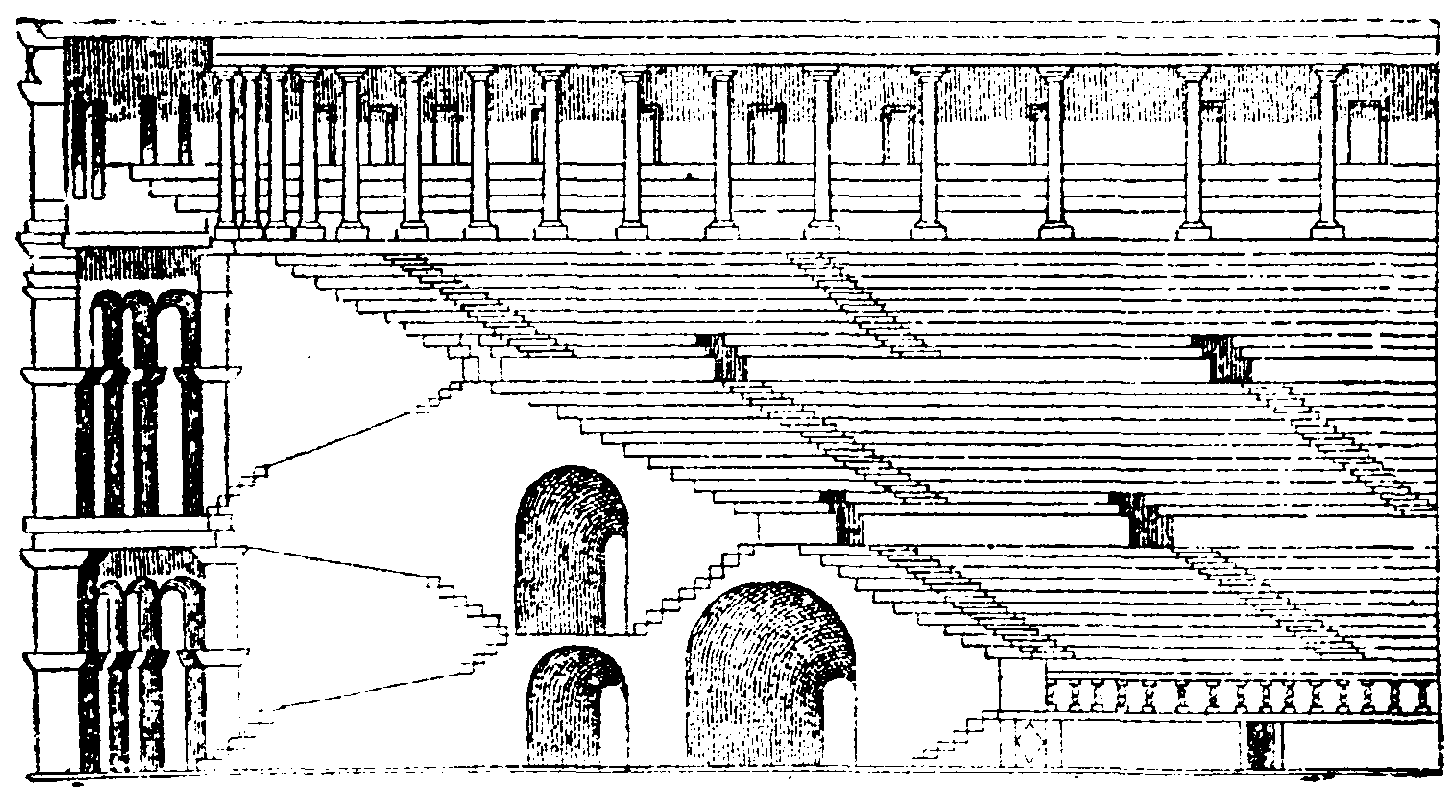
Distribution des vomitoria dans les gradins du Colisée (80 au total).

Les vomitoires (du latin vomitorium, issu de vomere, « vomir » dans le sens d'expulser) étaient des passages voûtés facilitant la circulation des spectateurs (accès aux gradins intérieurs et évacuation rapide de la foule) dans les caveae des amphithéâtres ou des théâtres romains. Ces ouvertures qui « vomissent » la foule sur les gradins sont utilisées de nos jours pour certains édifices publics comportant des voies d'accès et des passages d'évacuation de grandes dimensions, tels les vomitoires construits dans la pente des tribunes des stades, qui relient directement les places des spectateurs aux allées et/ou aux voies d'accès et de sortie ou d'évacuation d'urgence (en cas de bousculades, d'écrasements…).

## Éléments historiques
Dans les édifices de spectacle de la Rome antique, les vomitoires sont situées sous plusieurs rangées de sièges ou correspondent à des portes dans les praecinctiones. Les vomitoria ouvrent sur des escaliers (scalae), par lesquels descendent ou remontent les spectateurs qui accèdent à leur place numérotée ou quittent la cavea. Ils favorisent le flux des spectateurs et contribuent à la hiérarchisation sociale des places en desservant les différents maeniana, ce qui évite de mettre en contact les différentes classes sociales.
Sous les gradins, un système plus ou moins élaboré de galeries périphériques et d'escaliers qui peuvent comporter des voûtes décorées de stuc, favorise cette circulation.
Des simulations numériques ont montré que les dispositions du Colisée (vomitaria, système de circulation sous les gradins) permettaient l'évacuation de 50 000 spectateurs en huit minutes, délai comparable à celui des stades contemporains. Les principes de conception relatifs à l'évacuation des spectateurs des grands édifices reprennent en partie ceux des grands amphithéâtres romains : « les règlements fixent notamment le nombre d'issues, la largeur des circulations, les distances entre circulations ou entre circulation et paroi, la pente maximale des gradins, et imposent, pour les stades les plus importants, l'individualisation des places ».

## Légendes
Des légendes ont inventé l'existence d'une salle, le  vomitorium, utilisée lors des orgies romaines et où les convives s'enfonçaient une plume jusqu'à la luette pour régurgiter la nourriture et pouvoir faire un nouveau repas, légende popularisée par le roman comique d'Aldous Huxley Cercle vicieux, publié en 1923). Pour vomir, les Romains se rendaient aux latrines, où un récipient spécifique (un « vomitorium de poche ») aurait servi à vomir en cas d'excès gastronomique.

## Voir aussi

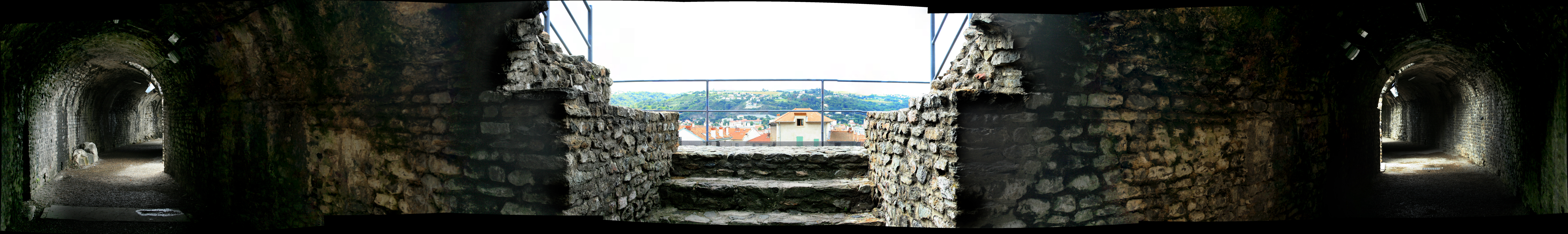
L'un des vomitoria de la cavea du théâtre antique de Vienne.